# Biolleyana fenestra
Biolleyana fenestra är en insektsart som först beskrevs av Gerstaecker 1895.  Biolleyana fenestra ingår i släktet Biolleyana och familjen Nogodinidae. Inga underarter finns listade i Catalogue of Life.